# Коваль, Виталий Николаевич
Вита́лий Никола́евич Ко́валь (31 марта 1980, Добрянка, Пермский край СССР) — белорусский и российский хоккеист, вратарь, мастер спорта Республики Беларусь международного класса (2010). Воспитанник клуба «Молот-Прикамье» (Пермь).

## Биография

### Клубная карьера
Карьеру начал в 1998 году в пермском клубе «Молот-Прикамье-2» в первой российской лиге и выступал за него до 2000 года. В 2000 перешёл в лениногорский «Нефтяник» и стал выступать в высшей лиге чемпионата России. Пермский «Молот-Прикамье» проявлял интерес к своему воспитаннику, и в 2001 Коваль подписал контракт с клубом и перешёл в российскую суперлигу.
В 2003—2004 вновь выступал в российской высшей лиге за барнаульский «Мотор». В 2004/05 отыграл последний сезон в чемпионате России за «Молот-Прикамье». По окончании сезона перешёл в гродненский «Неман» и три сезона провёл в белорусской экстралиге. В 2008 образовалась КХЛ, и Виталий Коваль с 2008 по 2010 — игрок минского «Динамо», с 2010 по 2011 — игрок подмосковного «Атланта». С 2011 по 2014 — игрок нижегородского «Торпедо». В 2014 году стал игроком «Салавата Юлаева».

### Национальная сборная Белоруссии
Дебютировал за сборную Белоруссии на чемпионате мира 2008 в матче со Швецией. В матче против сборной России отразил 53 броска. Также участвовал на чемпионатах мира 2009 и 2010 и на Олимпиаде 2010.
Всего в составе сборной Белоруссии провёл 13 матчей, отразил 409 бросков и пропустил 43 шайбы.
В декабре 2017 года вступил в Либерально-демократическую парти Беларуси и был назначен советником Председателя партии по спорту и физической культуре.

## Достижения
- Победа в высшей лиге чемпионата России (2004—2005).
- Победа в кубке Шпенглера (2009).
- Финалист кубка Гагарина (2011). Серебряный призёр чемпионата КХЛ (2010—2011).
- Лучший хоккеист Беларуси (2012).